# 独立機関式冷房装置
独立機関式冷房装置（どくりつきかんしきれいぼうそうち）とは、バス車両や鉄道車両などで、走行用機関とは別の専用機関を動力源として利用する冷房装置の一種である。サブエンジン式冷房装置とも呼ばれる。鉄道車両では自車で動力装置を持たない客車に搭載されるが、気動車に搭載されることもある。
これに対し、機関直結式冷房装置は車両本体の走行用エンジンを冷房装置の動力源として利用するもので、単に「直結式」とも呼ばれる。

## 概要
機関直結式冷房装置は走行用エンジンを空調用コンプレッサーの動力源とするが、冷房装置を稼働させると動力性能が低下する難点があった。このためコンプレッサーの動力源を別に設けることで、走行条件に左右されず安定した冷却能力を確保するために独立機関式冷房装置が開発された。
安定した冷却能力の確保という点から、大型トラックの冷凍冷蔵車でもサブエンジン式保冷装置を採用する事例が見られる。
動力源は、乗用車やSUV、小型トラック、フォークリフト、産業機器に使用される小排気量ディーゼルエンジンを採用することが多い。
一例として、三菱ふそう・エアロキング（初期型：P-MU515TAおよびU-MU525TA）では、三菱・ジープで採用されていた三菱・4DR5型（直列4気筒OHV、2,659 cc）を冷房用エンジンとして搭載していた（MU612系およびMU66JSは異なるエンジンを搭載）。
また、デンソーのバス用エアコンに組み合わせる豊田自動織機2DZディーゼルエンジンは、直列4気筒で排気量2000cc、最高出力32kWである。

## バス

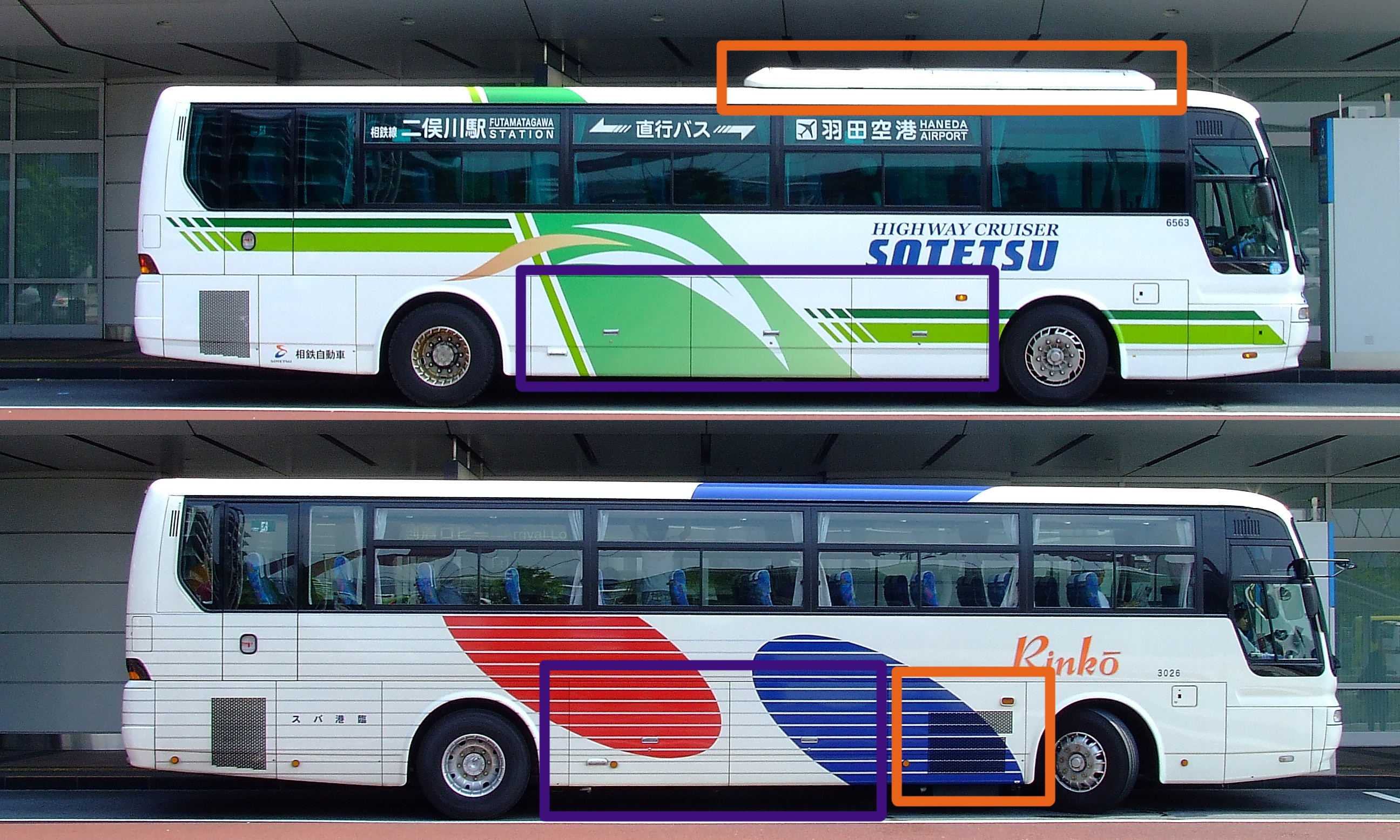
直結式とサブエンジン式における外見上の違い（紫枠部分がトランクルーム、橙枠部分がエアコン。相鉄自動車・臨港バス）

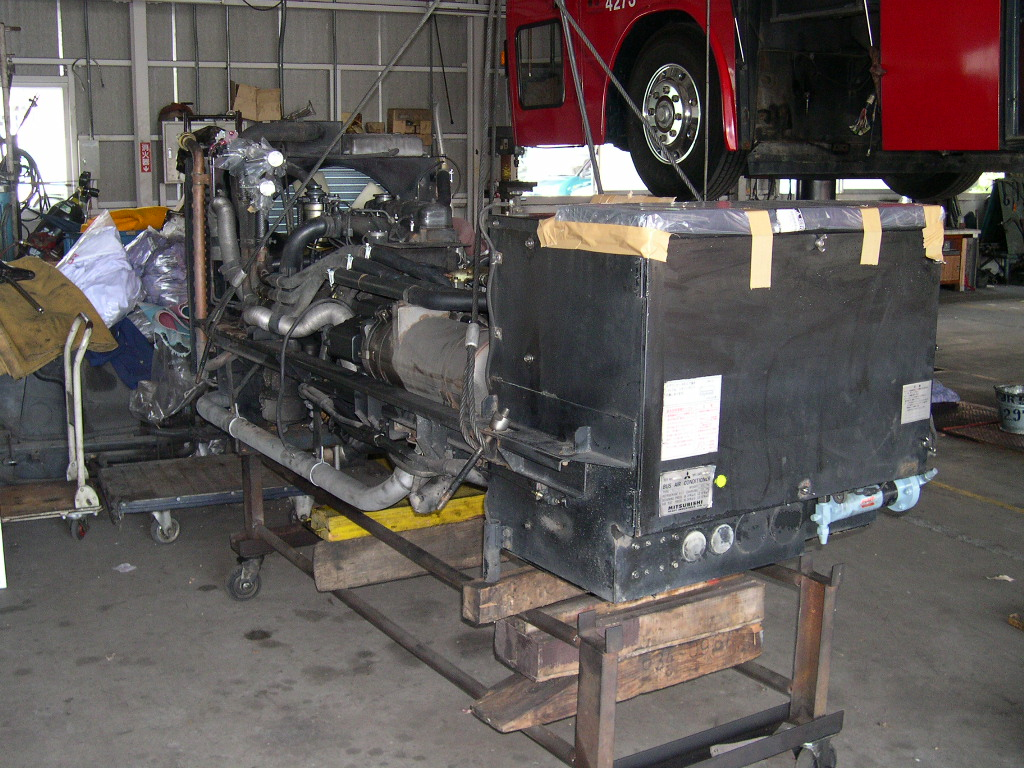
冬期に備え取り下ろしたユニット

路線バスでは、低床化や省スペース化の観点から冷房装置は機関直結式がほとんどで、独立機関式は路線バスの冷房化が始まった1970年代に見られた程度であったが、日本国内の観光バスや高速バスでは広く普及した。
1960年代に国鉄バスで高速バス用車両（国鉄専用型式）を開発した際は、試作車および名神高速線向けでは機関直結式を採用したが、勾配区間ではトルク不足に悩まされ、更に市街地では渋滞で思うように冷房を使用できずバッテリー上がりを起こしやすかった。この反省から東名高速線向け車両の開発にあたって冷房には独立機関式が採用され、当時の日本国内の観光・高速バスでは標準的となった。
しかし日本国内でも、床下荷物室の容量アップのため、空港リムジンバスを中心に直結式冷房が採用されていた。
2000年代に入ると、高速バスの高トルク化が進み上述の欠点が解消されたほか、CO2排出量やメンテナンスコスト低減の観点から機関直結式が見直されたこと、更には自動車排出ガス規制の問題から、日野・セレガ/いすゞ・ガーラの2代目モデルや、三菱ふそう・エアロエースのポスト新長期規制対応車では独立機関式エアコンの設定をやめ、機関直結式エアコンに一本化している。
|                   | 機関直結式               | サブエンジン式 | サブエンジン式エアコン採用時のポイント                                                                                           |
| ----------------- | ------------------------ | -------------- | --- |
| 騒音・振動        | 小さい                   | 大きい         | サブエンジンからの騒音・振動が出る                                                                                               |
| 整備費用          | 安い                     | 高い           | サブエンジンの整備が必要となる                                                                                                   |
| 燃料消費量        | 少ない                   | 多い           | サブエンジン消費分が必要になるため相対的に高燃費                                                                                 |
| 荷物室の 容積     | 多い                     | 少ない         | 荷物室部分をエアコン（サブエンジン）室に利用する                                                                                 |
| 送風の 立ち上がり | 早い                     | 僅かに遅い     | エバポレーターと客室の距離が遠い                                                                                                 |
| 車高              | 取り付け位置と形状による | そのまま       | エアコン本体を荷物室に載せるため、車高は変わらない                                                                               |
| 車両重量          | 軽い                     | 重い           | サブエンジンの分重量が増すが少しの差である                                                                                       |
| 動力性能          | 僅かに低下する           | そのまま       | 冷房用エンジンで駆動しなおかつ荷物室設置のため 重心が変わらず安定性やハンドリングに影響はない                                    |
| 冷却能力の 安定性 | 走行状況による           | 一定           | 冷房用エンジンで駆動するため 渋滞などでも回転状態が一定で冷却能力はそのまま 運行中に走行用エンジンを停止させても冷房は安定である |

## 鉄道車両
日本国有鉄道（国鉄）では昭和34年から10系客車の寝台車、食堂車および特別二等車において本格的に冷房装置が搭載されることになり、4PQエンジンに発電機を組み合わせて自車のみに給電する発電セットを床下に搭載していた。客車1両ごとに各発電セットと冷房を搭載していることから保守に相当な人手と時間を要することなり、電気機関車の客車電気暖房用電源を利用して保守の手間が省けないか提言されたことがある。
その後、4PQエンジンを気動車用に設計変更した小型軽量の三菱日本重工製4DQ-11P形水冷直列4気筒ディーゼルエンジンとDM72形発電機を使用した発電セットが58系気動車のキロ58形を除く優等車両にも搭載されることになり、1等車/グリーン車の初期冷房車や冷房改造車に搭載されたほか、作業員の発汗による郵便物の汚損対策として郵便車（キユ25形）にも搭載された。キロ58形には冷房装置が搭載されたものの、床下スペースに余裕のない2エンジン車のため、唯一無電源となった。
普通車については2エンジン車の床下スペースの問題で全車両に発電機を搭載することができなかったため、床下スペースに余裕のある1エンジン車の床下機器を移動して大容量発電セットを搭載することとなり、水冷V型8気筒ディーゼルエンジンで連続定格90 psのダイハツディーゼル（当時）製4VK8.8形発電装置（発電機形式: DM83形（2極）、三相交流400 V・50 Hz・70 kVA）の発電セットで自車を含む3両に給電し、AU13形クーラーを搭載する仕様となった。4VK + DM83はキハ58系2000番台のほか、キハ65形などの3両給電用に採用された。
分割民営化前年の1986年（昭和61年）よりバスで多用されているサブエンジン式の冷房装置を改良したAU34形冷房装置がキハ31形・キハ38形で採用されたのを皮切りに、JRとなってからも一部の国鉄形気動車の冷房化改造で採用された。
私鉄ではトヨタ・2J形エンジンとトヨタ・2DZ形エンジンが代表的で、2J形は小湊鉄道キハ200形と関東鉄道キハ300形（1989年から1993年までの施工車）、2DZ形は関東鉄道キハ300形（1994年以降の施工車）で採用された。
鉄道車両で基本的に車両の床下に搭載されるが、2機関装備の気動車など床下にスペースがない場合は床上に機器室を設け、そこに搭載する場合もある。JR北海道のお座敷気動車のキロ59形、キハ56形550番台の冷房化の際にこの方法が用いられた。

1枚目：サブエンジン式冷房装置を床上に搭載したキハ56形550番台。先頭車両後部のルーバー部分に冷房装置が搭載されている。
2枚目：快速「ミッドナイト」用改造車のキハ27形500・550番台。キハ27は走行用エンジン1基のため、側面はすっきりしている。
3枚目：キハ38形の車内。冷房装置AU34は26,000kcal/hと冷却能力が低いため、扇風機も併設されている。
4枚目：キハ31形の車内。キハ38形同様、扇風機が併設されている。